# Norman Buttigieg
Norman Buttigieg (Paola, 1956. február 18. –) válogatott máltai labdarúgó, csatár. Az év máltai labdarúgója (1980).

## Pályafutása

### Klubcsapatban
1972 és 1985 között a Hibernians, 1987 és 1989 között a St. Patrick, 1989 és 1994 között a Ħamrun Spartans, 1994 és 1996 között a Marsaxlokk, 1996 és 1998 között a St. Andrews labdarúgója volt. A Hibernians csapatával három máltai bajnoki címet és két kupagyőzelmet ért el. A Ħamrunnal egy-egy bajnoki címet és kupagyőzelmet szerzett. 1980-ben az év máltai labdarúgójának választották.

### A válogatottban
1979 és 1983 között 20 alkalommal szerepelt a máltai válogatottban és egy gólt szerzett.

## Sikerei, díjai
- Az év máltai labdarúgója (1980)

 Hibernians
- Máltai bajnokság
  - bajnok (3): 1978–79, 1980–81, 1981–82
- Máltai kupa
  - győztes (2): 1980, 1982

 Ħamrun Spartans
- Máltai bajnokság
  - bajnok: 1990–90
- Máltai kupa
  - győztes: 1992